# Richardia analis
Richardia analis är en tvåvingeart som beskrevs av Friedrich Georg Hendel 1911. Richardia analis ingår i släktet Richardia och familjen Richardiidae.
Artens utbredningsområde är Bolivia. Inga underarter finns listade i Catalogue of Life.